# Fabricato
Fabricato S.A conocida anteriormente como Fábrica de Hilados y Tejidos del Hato S.A. es una empresa textil colombiana fundada en 1920 en Bello, Antioquia.
Es una de las empresas pioneras en la producción textil de Colombia, y la empresa más reconocida del municipio de Bello.

## Historia
Fabricato fue constituida el 26 de febrero de 1920 por Carlos Mejía Restrepo, Antonio Navarro y Alberto Echavarría, La elección de Bello como sede se debió a su ubicación estratégica, disponibilidad de recursos hídricos y mano de obra calificada. La planta fue inaugurada oficialmente el 7 de agosto de 1923, con la presencia de personas pudientes de la ciudad de ese entonces como el presidente de Colombia, Pedro Nel Ospina Gómez y el Monseñor Manuel José Caicedo
Fabricato inició labores con 80 trabajadores, 104 telares y 3.284 husos que hilaron algodón de la Costa Atlántica y de Estados Unidos.
En 1944 fue inaugurada, también en Bello, Textiles Pantex, que en 1974 pasó a ser parte del Grupo de empresas Fabricato.
En 1948 Fabricato construye el Barrio Obrero de Bello para que los trabajadores de la fábrica vivan en el sector.
En 1948 bajo la presidencia de Rudesindo Echavarría Fabricato aporto el 50% de capital necesario para la creación de RCN Radio, aunque su participación en la emisora sería muy breve.
En 1950 en el centro de Medellín se construyó el edificio Fabricato donde la empresa tuvo sus oficinas de gerencia y administración
El 25 de julio de 1950 Fabricato adquirió el 100% de las acciones del Club Atlético Nacional, esto duro poco puesto que un año después Fabricato le vendería las acciones a un grupo de hinchas "verdolagas"
Tuvo en 1950 las oficinas en el centro de Medellín, y en 1961 inició la era de la exportación de las telas de Fabricato al mundo.
En 1986, se firmó 12 años de un acuerdo de concordatario, pago de deudas y saneamiento industrial.
El 8 de abril de 2011 la compañía cambio su razón social de Textiles Fabricato Tejicóndor S.A a Fabricato S.A

## Sector inmobiliario
Fabricato en los últimos años, ha incursionado en el sector inmobiliario siendo uno de sus proyectos más destacados el Centro Comercial Parque Fabricato de Bello, uno de los centros comerciales más grandes del área metropolitana de Medellín

## Composición accionaria
Fabricato S.A. es una empresa de capital abierto que cotiza en la Bolsa de Valores de Colombia, lo que implica que no tiene un único propietario, sino que su propiedad está distribuida entre diversos accionistas.